# Caleb Meistre
Caleb Meistre (2003) es un deportista sudafricano que compite en triatlón. Ganó una medalla de bronce en el Campeonato Africano de Triatlón de 2021 en la prueba de relevo mixto.

## Palmarés internacional
| Campeonato Africano | Campeonato Africano     | Campeonato Africano | Campeonato Africano |
| Año                 | Lugar                   | Medalla             | Prueba              |
| ------------------- | ----------------------- | ------------------- | ------------------- |
| 2021                | Sharm el-Sheij (Egipto) | Medalla de bronce   | Relevo mixto        |